# خدمة مصادقة عن بعد لمستخدم طلب هاتفي

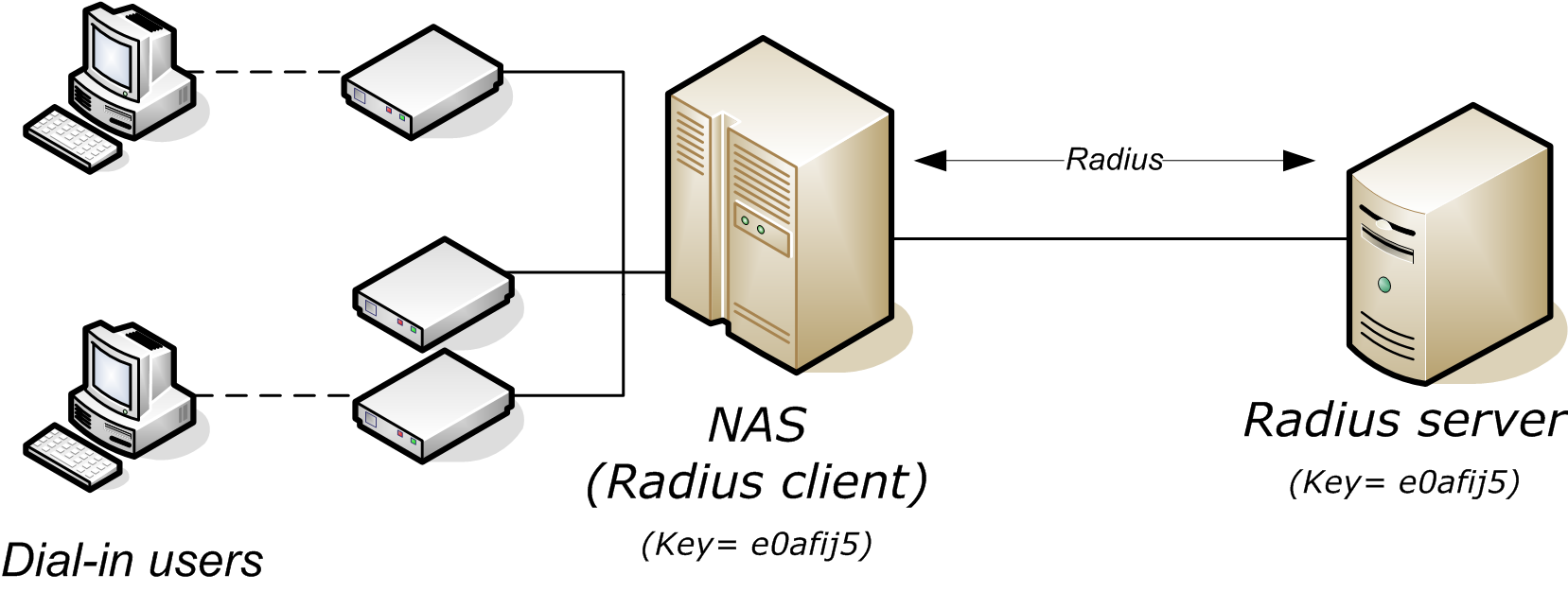

خدمة مصادقة عن بُعد لمستخدم طلب هاتفي (بالإنجليزية: Remote Authentication Dial In User Service)‏ المعروفة اختصارا بـ (RADIUS)، هو بروتوكول الشبكات التي توفر مركزية المصادقة والاعتماد والمحاسبة (AAA) وتستخدم في إدارة استخدام المتصلين بالشبكة. تم تطوير هذا البروتوكول عن طريق شركة Livingston Enterprises, Inc. عام 1991 ومن ثم تم تطوير البروتوكول على شكل خادم عن طريق مجموعة مهندسي شبكة الإنترنت (IETF) standards. ونظرا للدعم الواسع النطاق وطبيعته في الاستخدام كثيرا ما يستخدم من قبل مزودي خدمات الإنترنت والشركات الخاصة في إدارة الوصول إلى الإنترنت Internet أو الشبكات الداخلية internal والشبكات اللاسلكية، وخدمات البريد الإلكتروني المتكاملة e-mail. هذه الشبكات قد تتضمن أجهزة المودم أو خط المشترك الرقميDSL، اونقاط النفاذ AP، أوالشبكات الخاصة الإفتراضية VPNs، أو منافذ الشبكة ports، خوادم الويب شبكة عنكبوتية عالمية، الخ .
خدمة الاكتتاب بالتهاتف RADIUS هو بروتوكول من العميل إلى الخادم الذي يعمل في زمرة التطبيقات، وذلك باستخدام وسيلة النقل بروتوكول حزم بيانات المستخدمUDP. خادم التلقيم بعيد الوصل The Remote Access Serve، خادم الشبكة الافتراضية الخاصة Virtual Private Network server، ومحول الشبكة المعتمد على ال المصادقة باستخدام منافذ الشبكرة Network switch with port-based authentication، وخادم شبكة الوصل (NAS)، هي كافة العبارات التي تتحكم في الوصل إلى الشبكة، وجميعها مكون عميل الاكتتاب الذي يتصل مع خادم الاكتتاب.
RADIUS وغالبا ما يكون الواجهة الخلفية من عند اختيار المصادقة وللبروتوكول 802.1X كذلك.
خادم الاكتتاب عادة عبارة عن عملية خلفية تعمل على ملقم UNIX أو LINUX أو Microsoft Windows.

## وصلات خارجية
- Radius Types
- An Analysis of the RADIUS Authentication Protocol
- Decoding a Sniffer-trace of RADIUS Transaction
- using Wireshark to debug RADIUS